# Andreas Czirner
Andreas Czirner (Petele, ? – Újfalu, 1781. február 15.) erdélyi szász evangélikus lelkész.

## Élete
Peteléről származott, 1740-ben a hallei egyetem hallgatója volt; azután a brassói gimnázium 4. osztályában segédkedett. 1751. március 25-én Újfaluban, a brassói kerületben lett lelkész.
Kézirati munkája: 
- Oratio Gallicana de Saxone Transilvano, ad res capiendas perficiendasque haud inepto. 1739. m. Octob. (A brassói gimnáziumban tartott beszéd, melyben az erdélyi szászokat tévesen a dákok egyenes utódainak mondja.)